# Penstemon virgatus
Penstemon virgatus är en grobladsväxtart som beskrevs av Asa Gray. Penstemon virgatus ingår i släktet penstemoner, och familjen grobladsväxter. Inga underarter finns listade i Catalogue of Life.

## Bildgalleri

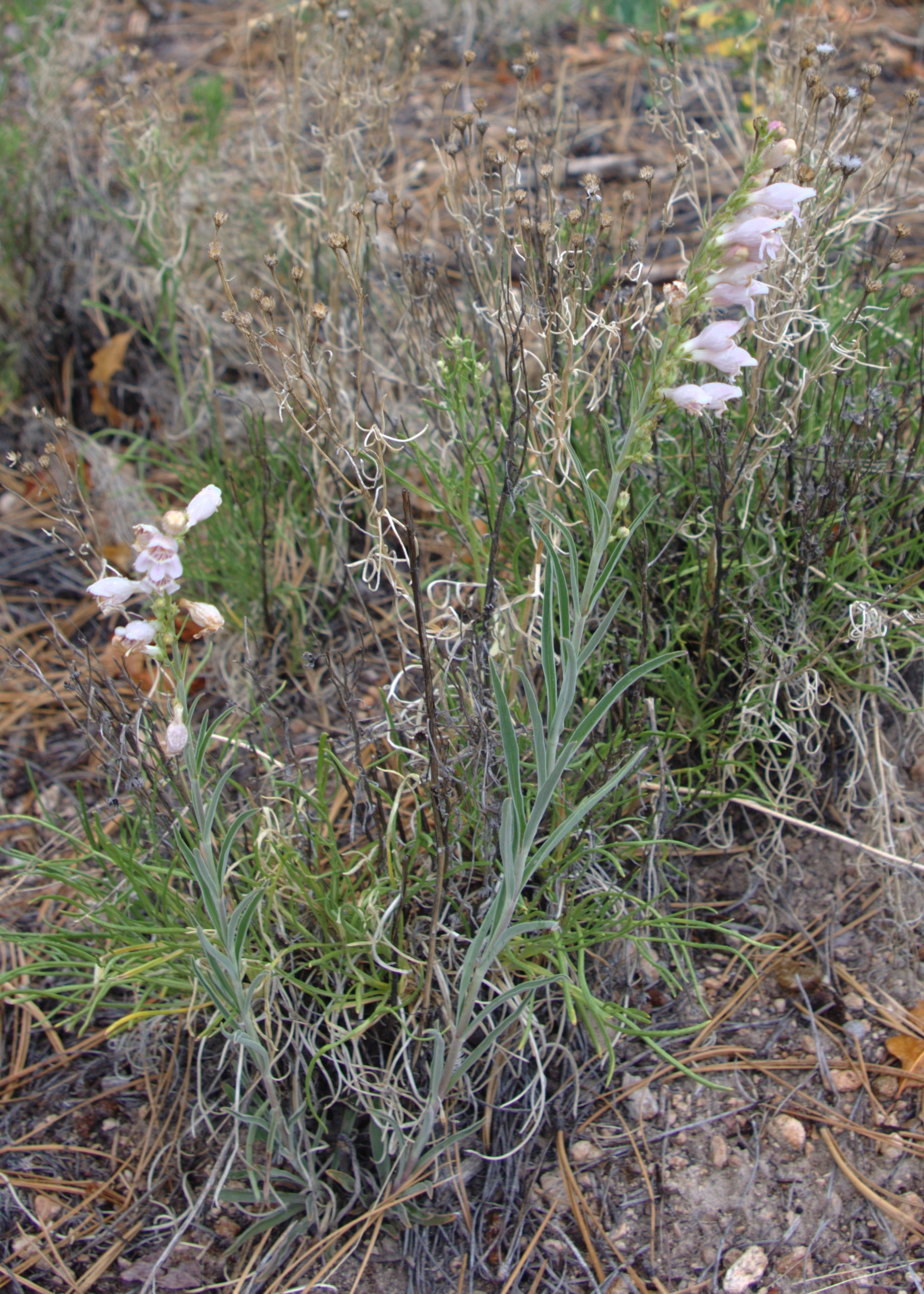